# Hephaestus carbo
Hephaestus carbo är en fiskart som först beskrevs av Ogilby och Mcculloch, 1916.  Hephaestus carbo ingår i släktet Hephaestus och familjen Terapontidae. Inga underarter finns listade i Catalogue of Life.